# Harpsichord

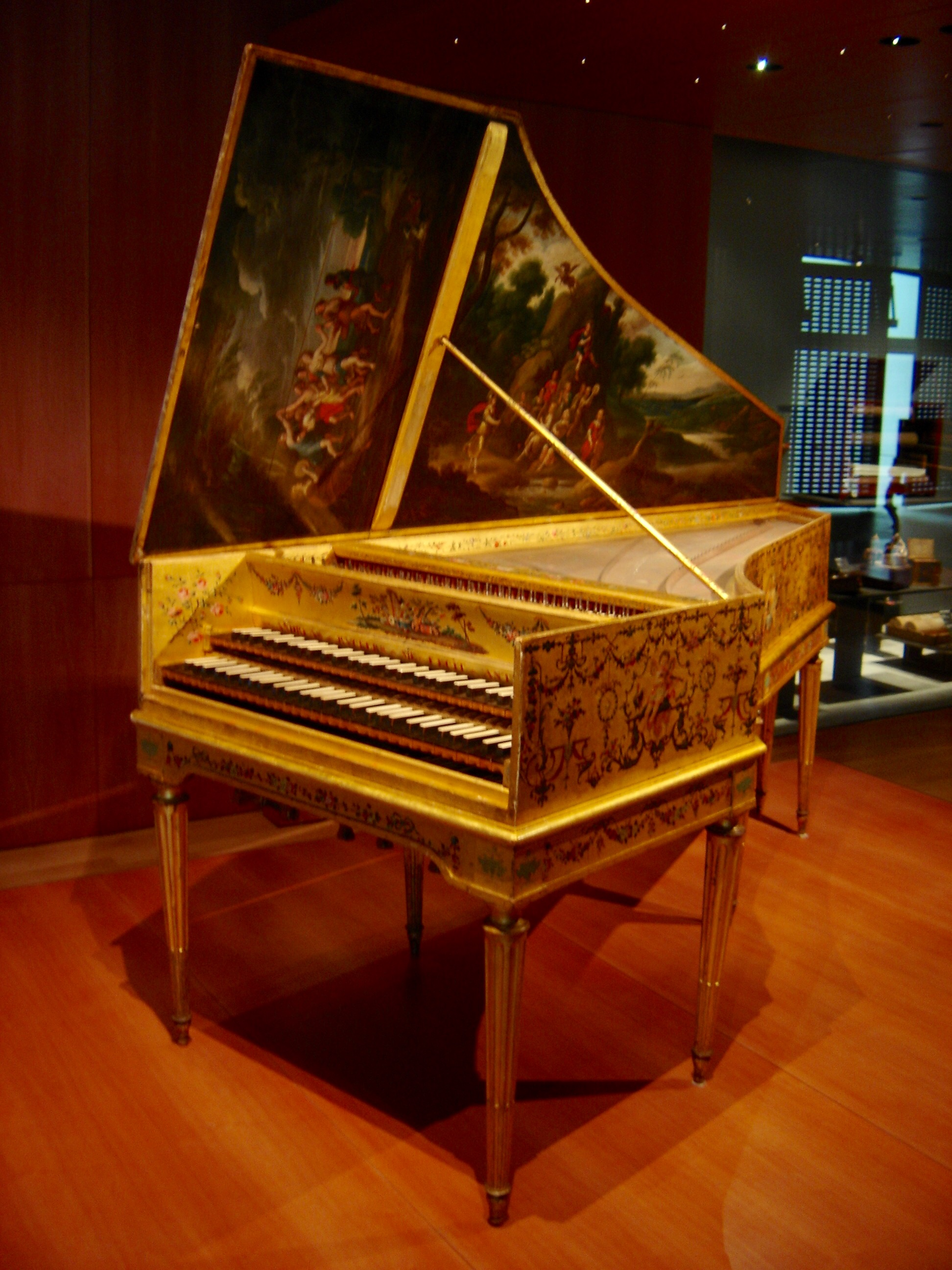
Chiếc đàn harpsichord này là sản phẩm kết hợp của hai nghệ nhân làm đàn nổi tiếng: Andreas Ruckers bắt đầu chế tạo nó tại Antwerp (1646), tiếp theo nó được Pascal Taskin chỉnh sửa và mở rộng tại Paris (1780).

Harpsichord (tiếng Pháp: clavecin) là một nhạc cụ bộ dây phím cổ, chơi bằng cách nhấn các phím trên một bàn phím. Khi một phím được nhấn, một miếng gảy có đầu kim bảy vào dây đồng tạo ra âm thanh.
"Harpsichord" là nhạc cụ chuẩn cho hàng loạt các loại nhạc cụ bộ dây khác, như  đàn virginals, muselar, và spinet.
Harpsichord đã được sử dụng rộng rãi trong thời kỳ Phục hưng và thời kỳ âm nhạc baroque. Trong thời gian cuối thế kỷ 18 với sự phổ biến của đàn piano, harpsichord dần dần biến mất khỏi sân khấu âm nhạc.
Trong thế kỷ 20 harpsichord đã hồi sinh. Nó được sử dụng trong các đại nhạc hội âm nhạc lớn đặc thù chỉ trình bày các tác phẩm cổ điển với các nhạc cụ cổ điển. Các nhạc sĩ hiện đại cũng dùng harpsichord để chơi các tác phẩm đương đại mới.

## Cơ chế

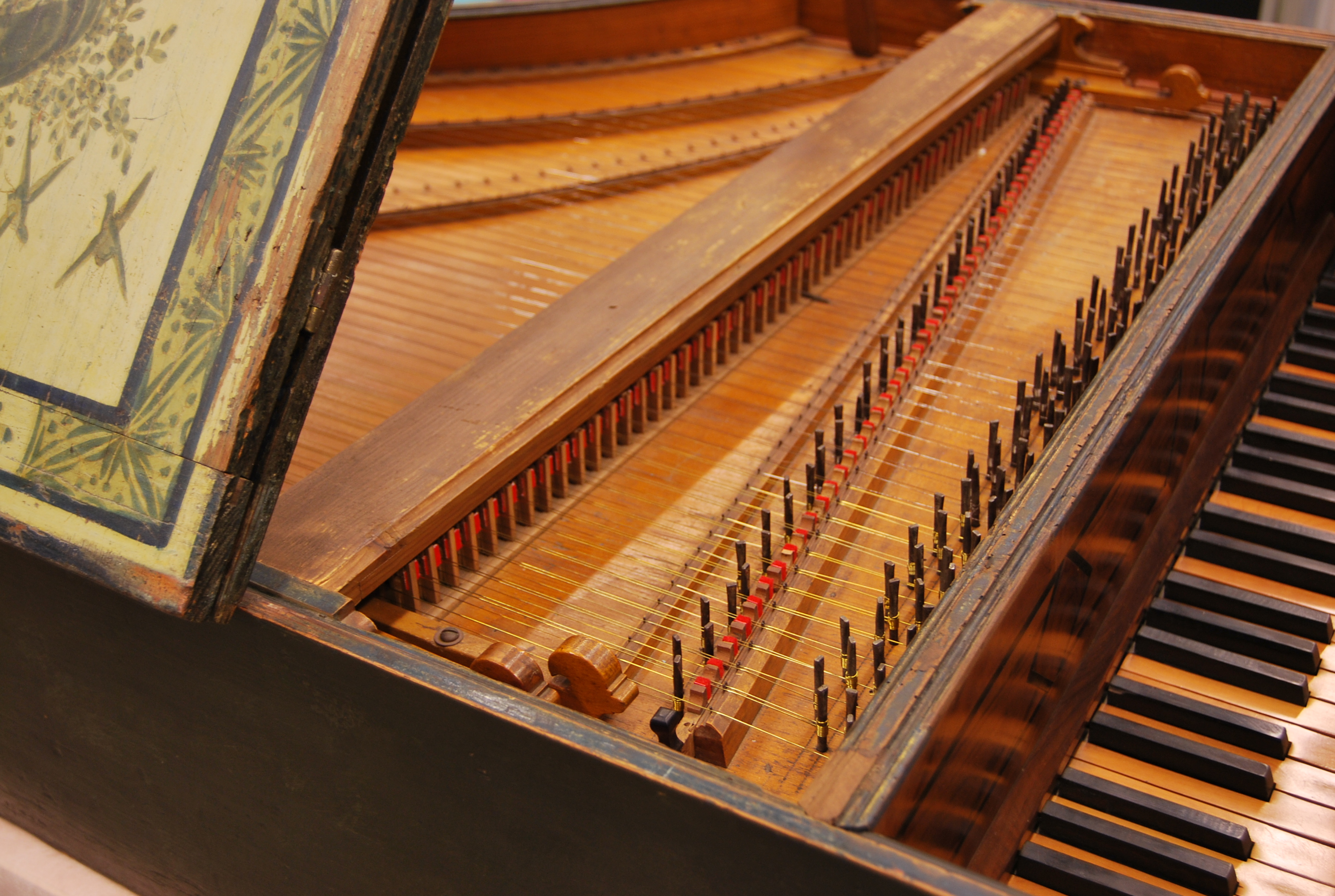
Chị tiết vận hành của đàn Harpsichord, Christian Zell, tại Bảo tàng Âm nhạc Barcelona

Mỗi đàn harpsichord khác nhau về kích thước và hình dạng, nhưng tất cả đều có cùng một thiết kế chức năng cơ bản. Người chơi đàn nhấn một phím được đặt trên một trục ở giữa chiều dài của nó. Đầu kia của phím nâng một thanh gỗ chứa một miếng gảy nhỏ (có hình nêm, trước làm từ lông thú, hiện nay được làm bằng nhựa). Miếng gỗ nhỏ này đập vào sợi dây tạo âm thanh.
Khi người chơi nhả phím, nửa xa của phím trở về trạng thái nghỉ, và thanh gỗ rơi trở lại. Các miếng gảy được đặt trên một tấm đệm có thể xoay ngược qua khỏi dây đàn, chạy qua dây mà không làm nó kêu dư hơn mức cần thiết. Khi phím đã đạt đến trạng thái nghỉ, một cái van điều tiết ở trên đỉnh thanh gỗ sẽ dừng không cho dây đàn rung nữa.

## Dây đàn, lên dây đàn, và hộp đàn

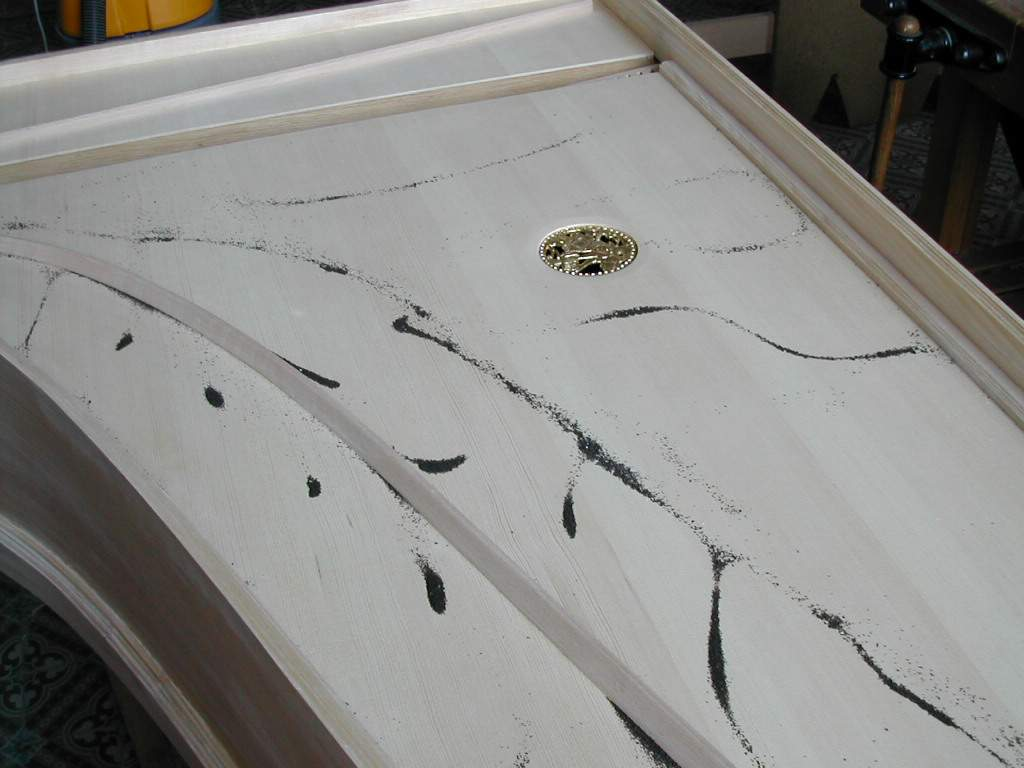
Hộp đàn của một harpsichord theo mẫu của Chladni

Mỗi dây được quấn quanh một "đinh chỉnh", thường nằm ở đầu dây hướng về người chơi đàn. Khi xoay bằng cờ lê hoặc búa chuyên dụng, pin điều chỉnh điều chỉnh sức căng của dây để dây phát ra đúng nốt nhạc. Các đinh chỉnh này được gom lại chặt trong các lỗ khoan hoặc trên một tấm ván gỗ cứng hình chữ nhật.
Dựa vào  đinh chỉnh, dây được kéo qua một cạnh gỗ sắc nét được làm bằng gỗ cứng và thường được gắn liền với tấm gỗ giữ tất cả các đinh chỉnh. Phần của dây ở ngoài cạnh gỗ sẽ là phần rung, được người chơi đập vào và tạo ra âm thanh.
Ở đầu kia của dây, dây đi qua một cạnh gỗ sắc nét làm bằng gỗ cứng. Tương tự như ở đầu dây kia, vị trí nằm ngang của dây dọc theo cạnh gỗ này được xác định bằng một đinh kim loại thẳng đứng chèn vào miếng gỗ để giữ cố định dây.
Cạnh gỗ này nằm trên hộp đàn-một miếng gỗ mỏng thường được làm bằng gỗ vân sam, linh sam hoặc trong một số harpsichords của Ý- làm từ gỗ bách. Các hộp đàn biến đổi một cách hiệu quả sự rung động của dây thành dao động trong không khí với cường độ lớn hơn. Nếu không có hộp đàn, các dây sẽ chỉ tạo ra một âm thanh rất yếu ớt.
Một dây được gắn vào đầu kia bằng cách quấn vài vòng quanh đinh và siết chặt để giữ nó cố định.

## Tổ hợp dây đàn đa âm

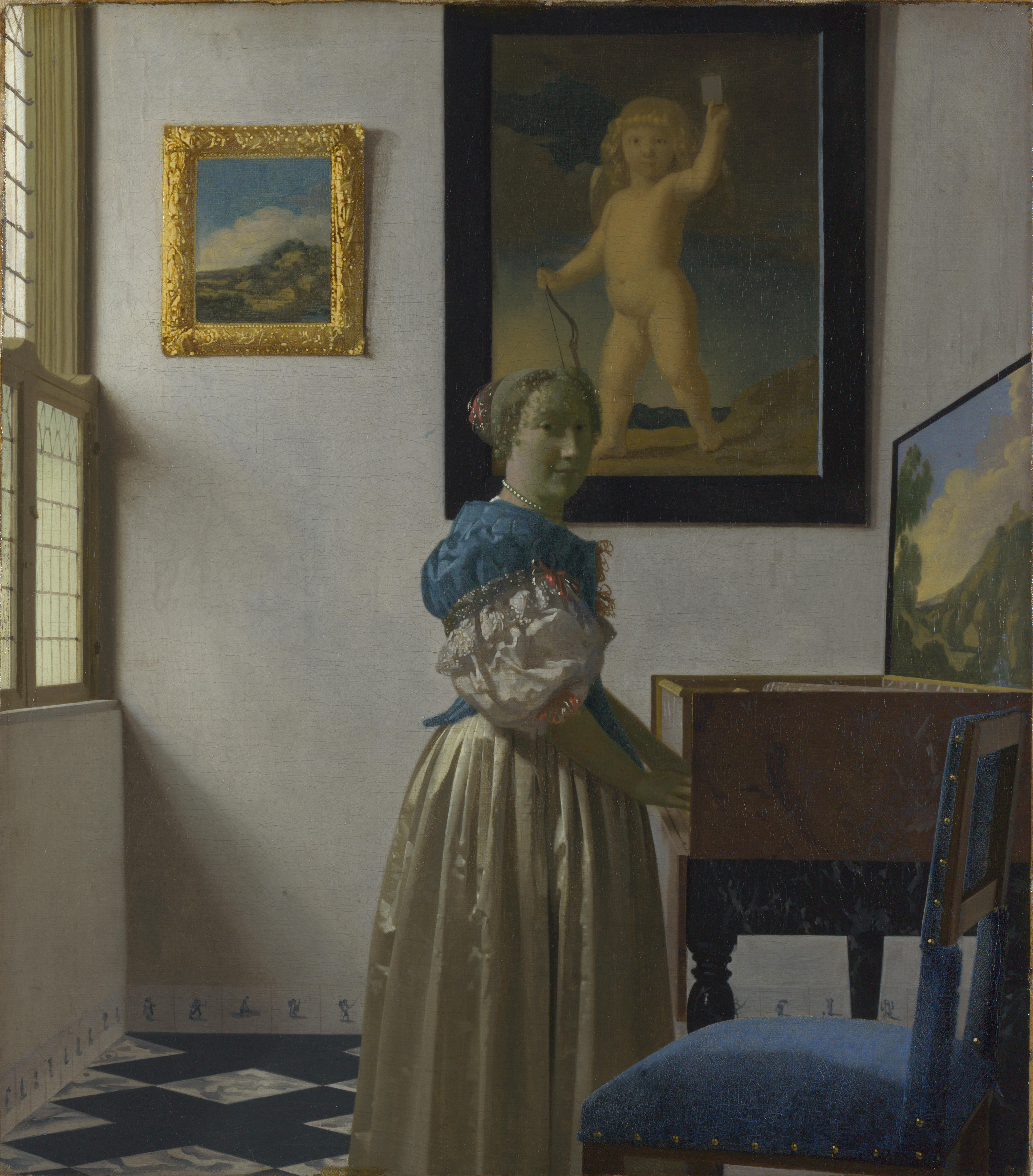
Bức tranh nổi tiếng của Jan Vermeer,A Lady Standing at a Virginal cho thấy một hình ảnh đặc trưng của thời đại ông sống: Người phụ nữ quý tộc đứng chơi đàn, với đàn được đặt trên một cái bàn lớn.

Đa số harpsichord có đúng một dây cho mỗi nốt nhạc, các harpsichords phức tạp hơn có thể có nhiều dây. Khả năng này tạo ra hai lợi thế: thay đổi âm lượng và thay đổi âm sắc. Âm lượng tăng lên khi người chơi thiết lập cơ chế (xem hình dưới) để khi gõ 1 phím thì làm đàn kêu nhiều dây cùng lúc. Âm sắc có thể thay đổi theo hai cách. Đầu tiên, các nhóm dây được kêu cùng lúc có thể được thiết kế để có âm sắc khác nhau, thường là gom cả cụm dây gắn gần nhau, tạo cộng hưởng cao hơn và tạo ra một chất lượng âm thanh sâu hơn; đàn harpsichord cho phép người chơi chọn một hợp âm ưa thích để làm chuẩn cho nốt đó. Thứ hai, dùng búa đập hai dây cùng một lúc thay đổi không chỉ âm lượng mà còn cả âm sắc.
Ví dụ, khi hai dây được điều chỉnh để cùng rung đồng thời, âm thanh không chỉ to hơn mà còn phong phú hơn và phức tạp hơn. Âm thanh trở nên rất đa dạng khi hai nốt cùng kêu cách nhau một quãng tám.Tai người không đủ tách biệt rõ ràng hai nốt mà chỉ nghe thấy một nốt nhạc: âm thanh của nốt cao được pha trộn với nốt thấp hơn, và tai nghe thấy nốt thấp với độ phong phú về âm sắc nhờ có nốt cao phát ra đồng thời.
Khi mô tả một cây đàn harpsichord, thường người ta mô tả các cụm dây của nó. Các cụm dây tại cao độ 8 foot tạo âm thanh theo cao độ chuẩn, còn cụm dây ở cao độ 4 foot tạo âm thanh cao hơn một quãng tám. Thỉnh thoảng có harpsichord với cao độ 16 foot (thấp hơn cao độ 8 foot một quãng tám) hoặc 2 foot (cao hơn cao độ chuẩn hai quãng tám, rất hiếm).
Khi có nhiều dây, người chơi có thể kiểm soát được tổ hợp dây nào sẽ được dùng. Điều này thường được thực hiện bằng cách chỉnh các giắc cắm cho mỗi tổ hợp, và một cơ chế để "tắt" tổ hợp, thường bằng cách di chuyển một cần gạt ngang, để cho búa sẽ bỏ qua một số dây. Giai đoạn đầu người dùng phải dùng tay để di chuyển cần gạt, nhưng với các harpsichord sản xuất về sau này, các nghệ nhân đã chế tạo ra các đòn bẩy, đòn bẩy dùng đầu gối và bàn đạp chân để việc chuyển đổi này dễ dàng hơn.

Hình 4. French shove coupler. Bên trái: Bàn phím chưa ghép cặp. Phím trên bị nhấn sẽ đẩy miếng gỗ A bật lên. Phím dưới bị nhấn sẽ đẩy miếng gỗ B và C. Bên phải: Bàn phím trên được ghép cặp với bàn phím dưới bằng cách kéo bàn phím dưới. Phím trên bị nhấn sẽ đẩy miếng gỗ A bật lên. Phím dưới bị nhấn sẽ đẩy cả ba miếng gỗ A, B và C.

Hình 5. Ghép cặp kiểu Anh với miếng gỗ hình "chân chó". Khi bấm phím, phím trên nâng miếng gỗ "chân chó" A lên. Còn khi bấm phím dưới nâng cả ba miếng gỗ A, B, và C.

Harpsichords với nhiều bàn phím cho phép người chơi linh hoạt hơn trong việc lựa chọn tổ hợp dây đàn, vì mỗi lựa chọn có thể tạo các tổ hợp âm thanh khác nhau. Ngoài ra, các harpsichord như vậy thường có một cơ chế gom các lựa chọn gần nhau, do đó người chơi có thể chọn cùng lúc hai bộ dây tại một thời điểm. Hệ thống tổ hợp kép linh hoạt nhất do người Pháp sáng chế (French shove coupler), trong đó cần gạt thấp hơn có thể kéo về phía sau hoặc phía trước. Ở vị trí phía sau, "quá đấm" gắn liền với bề mặt trên của cần gật thấp chạm vào bề mặt của các phím cần gạt cao. Tùy thuộc vào bàn phím và vị trí ghép cần gạt, người chơi có thể chọn bất kỳ bộ giắc cắm có nhãn trong hình 4 là A, B, C, hoặc cả ba cùng một lúc.
Hệ thống thanh gỗ chân chó của người Anh (cũng được sử dụng trong đàn baroque Flanders) không yêu cầu ghép cặp. Các miếng gỗ A trong hình 5 có hình "chân chó" cho phép một trong hai bàn phím sử dụng A. Nếu người chơi muốn chơi 8 foot trên từ cần gạt cao mà không phải cần gạt thấp hơn, một cần gạt dừng sẽ tách các miếng gỗ A và kết hợp một cột các miếng gỗ (tiếng Anh: "lute stop", không được hiển thị trong hình)
Trong lịch sử, việc sử dụng các cần gạt trong đàn harpsichord không phải bắt đầu với việc chọn dây phát ra âm thanh, mà để chuyển nhạc thuận tiện hơn.

## Hộp đàn

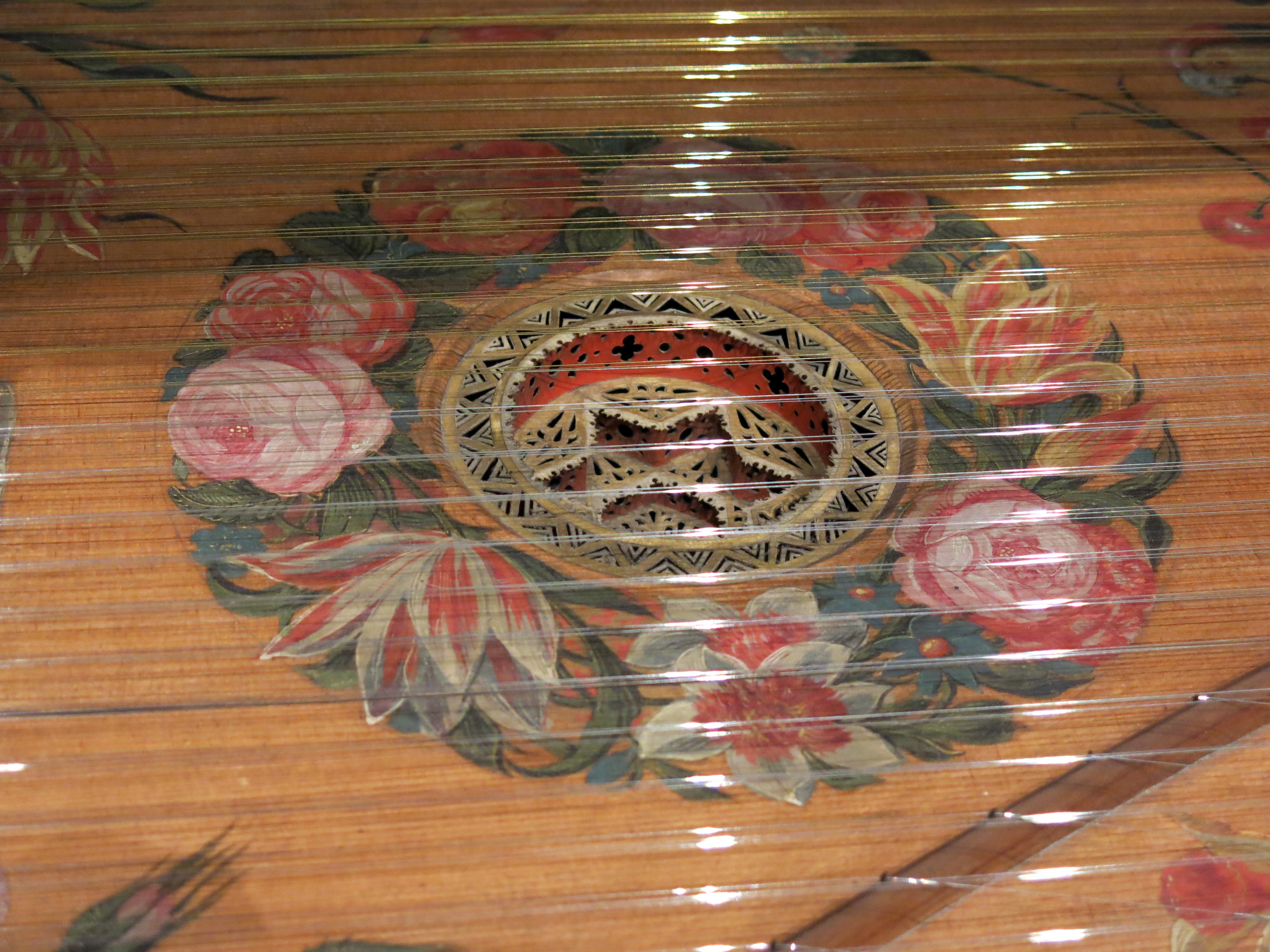
Chi tiết hoa văn trên hộp đàn harpsichord của Karl Conrad Fleisher; Hamburg, 1720

Hộp đàn harpsichord chứa tất cả các thành phần quan trọng nhất: hộp cộng hưởng, đinh giữ dây đàn, bàn phím, và hệ thống các miếng gỗ. Nó thường có một đế vững chắc, và có một hệ thống giữ cố định nội bộ để tránh co giãn khi phải chịu lực căng của các dây đàn. Hộp đàn khác nhau nhiều về khối lượng cũng như độ bền chắc: Đàn harpsichord Ý thường mỏng nhẹ, đàn Flemish thường nặng và vững chắc hơn.
Hộp đàn cũng trang trí cho đàn harpsichord và bảo vệ nhạc cụ này. Một đàn harpsichord lớn theo một nghĩa nào đó là nội thất trong nhà, vì nó tự đứng trên bốn chân và có thể được thời trang hóa theo cách chúng ta đối xử với tủ quần áo hay tủ trang điểm. Các đàn harpsichord Ý lúc ban đầu lại nhẹ đến nỗi nó được đối xử như với đàn violin: giữ đàn trong một hộp cứng bảo vệ, khi chơi thì lấy ra đặt lên bàn, chơi xong lại cất đi.  Những chiếc bàn dùng để chơi đàn thường khá cao - cho đến cuối thế kỷ thứ 18 người chơi đàn thường ở tư thế đứng. Cuối cùng, harpsichord được chế tác với chỉ một hộp đàn, mặc dù quá trình trung gian còn tồn tại: khung "trong ngoài" được tạo ra chỉ với lý do hình thức với hai hộp đàn lồng vào nhau theo kiểu đàn cổ.  Thậm chí ngay cả sau khi harpsichord đã trở thành đàn có hộp riêng, nó vẫn được đặt trên các chân đàn, và một số đàn harpsichord hiện đại có chân rời để dễ vận chuyển.
Nhiều đàn harpsichord có nắp đàn có thể kéo lên, có một tấm che bàn phím và có một khay đựng tập nhạc.
Harpsichord được trang trí theo nhiều cách khác nhau: với một lớp sơn đơn giản, giấy màu theo mẫu, bọc da hoặc nhung, gốm, hoặc tranh vẽ chi tiết và cầu kỳ.

## Các biến thể

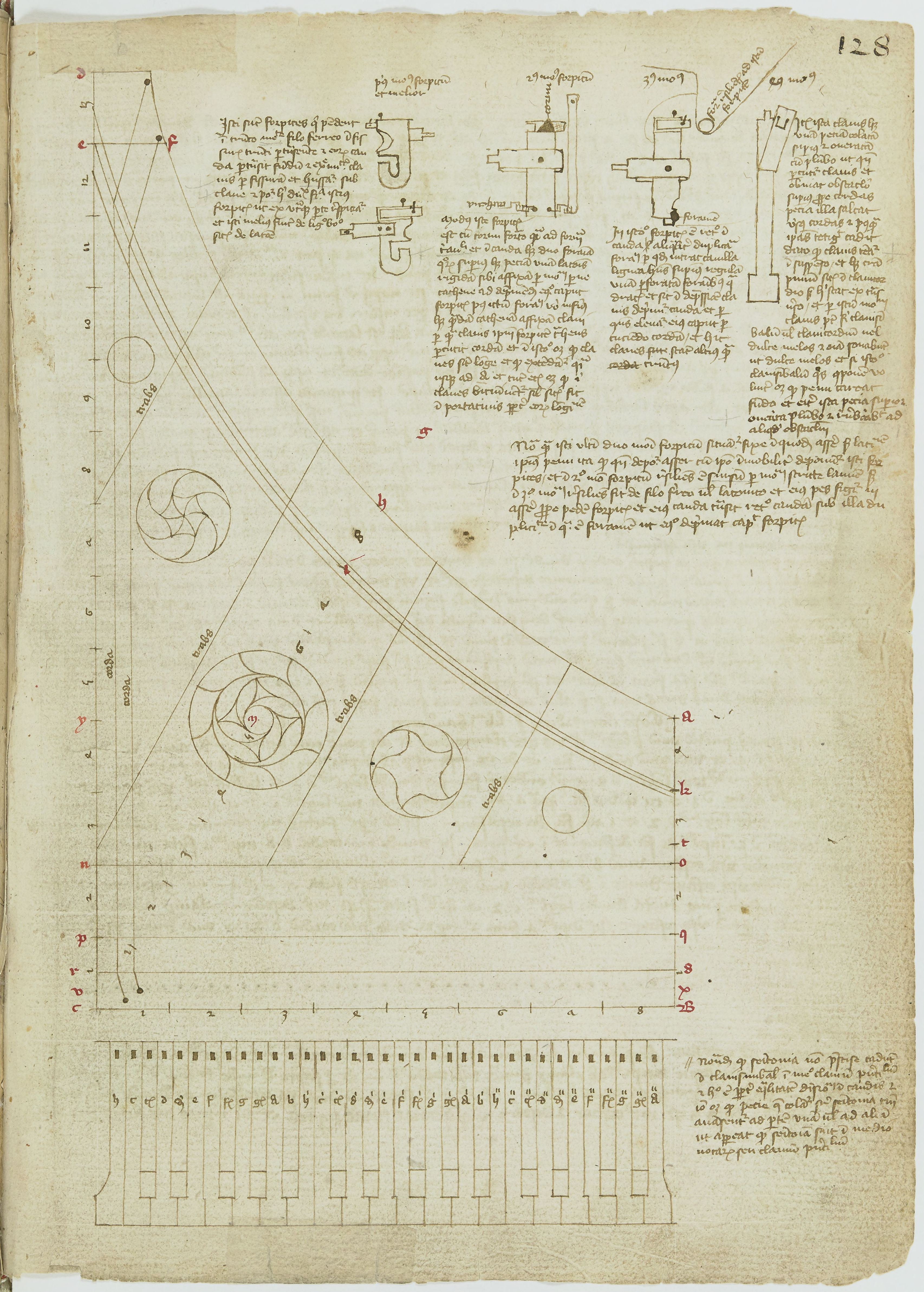
Thiết kế đầu tiên của đàn harpsichord đứng (clavicytherium) do Arnault de Zwolle chế tạo, ~ 1430

### Harpsichord
Trong ngôn ngữ hiện đại "harpsichord" có thể là bất kỳ thành viên trong nhóm nhạc cụ liên quan. Nhạc cụ loại này thường là  một piano lớn với một hộp đàn hình tam giác chứa các dây nốt trầm (dài) ở bên trái và dây nốt cao (ngắn) ở bên phải. Đặc trưng của đàn harpsichord dài hơn một cây đàn piano hiện đại, với một kiến trúc cong sắc nét hơn.

### Virginals
Virginals là một dạng hình chữ nhật nhỏ hơn và đơn giản hơn của đàn harpsichord. Mỗi nốt nhạc chỉ có một dây, các dây chạy song song với bàn phím theo chiều dài của hộp đàn.

### Spinet
Spinet là một harpsichord với các dây đặt ở một góc nghiêng (thường là khoảng 30 độ) với bàn phím. Các dây quá gần nhau nên không có chỗ cho các thanh gỗ đặt giữa chúng. Thay vào đó, các dây được sắp xếp theo cặp, và các thanh gỗ được đặt vào những khoảng trống lớn giữa các cặp. Hai thanh gỗ cắm trong mỗi khoảng trống theo hướng ngược nhau, và mỗi thanh gỗ đánh vào một dây cạnh khoảng trống.

### Clavicytherium
Clavicytherium là một harpsichord với bộ tạo âm và dây gắn theo chiều đứng đối mặt với người chơi, với mục đích tiết kiệm không gian (giống như đàn piano đứng). Trong đàn clavicytherium, các thanh gỗ di chuyển theo chiều ngang mà không có sự hỗ trợ của lực hấp dẫn, do đó hoạt động của đàn clavicytherium phức tạp hơn so với các đàn harpsichord khác.

### Ottavino
Ottavini là spinet nhỏ hoặc virginals có cao độ cao hơn quy chuẩn một quãng tám. Harpsichords ở quãng tám chuẩn khá phổ biến ở những năm đầu thời kỳ Phục hưng và ít phổ biến hơn sau đó. Tuy nhiên, ottavino vẫn rất phổ biến như một nhạc cụ ở Ý cho đến thế kỷ 19. Samuel Pepys, người ghi lịch sử âm nhạc đã đề cập đến nhạc cụ này nhiều lần. Đây không phải là nhạc cụ gõ mà chúng ta gọi  là tam giác (triangle) ngày hôm nay. Nó là một cái tên cho spinet có quãng tám chuẩn với hình dạng tam giác. Tại một số nước, ottavino thường kết hợp với một virginal bằng cách bọc trong một hộp nhỏ dưới thùng đàn của nhạc cụ lớn hơn virginal. Các ottavino có thể được gỡ bỏ và được đặt trên virginal, giống như một nhạc cụ đôi. Những dụng cụ như vậy gọi là đàn mẹ con hoặc virginal kép.

## Lịch sử

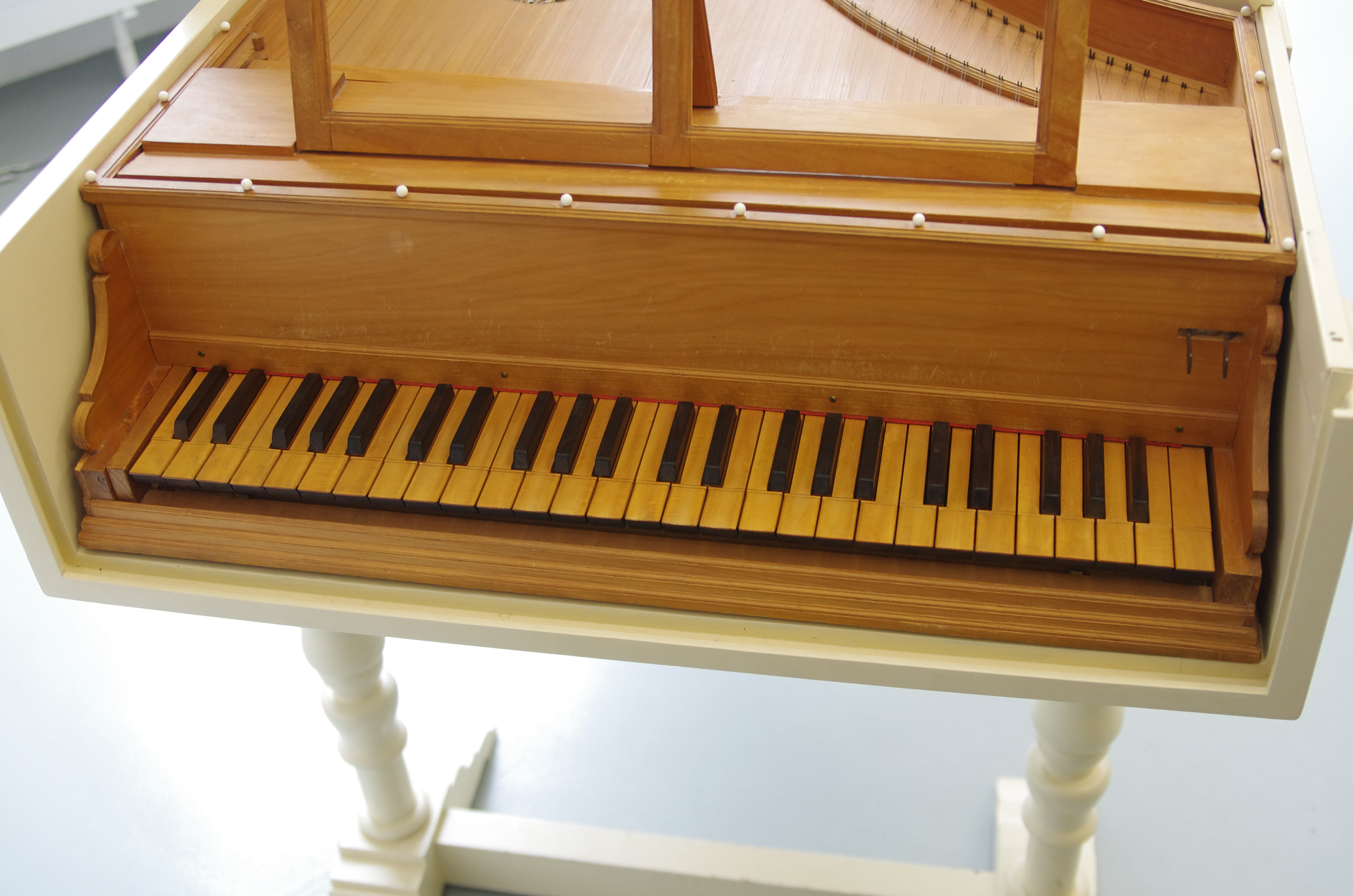
Đàn harpsichord đơn của Pháp

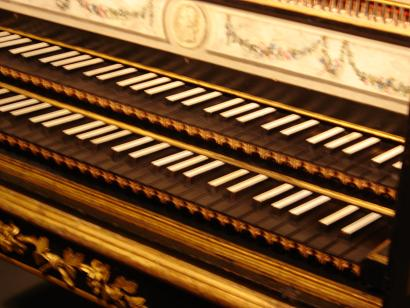
Đàn harpsichord kép của Pháp

Harpsichord hầu hết được phát minh vào cuối thời kỳ Trung cổ. Vào thế kỷ 16, các nhà sản xuất harpsichord ở Ý đã nới dây đàn chùng hơn làm cho đàn trở nên gọn nhẹ. Bắt đầu từ cuối thế kỷ 16, gia đình Ruckers  đã thử nghiệm một cách chế tạo đàn khác tại Flanders (nước Bỉ ngày nay). Harpsichords của Ruckers sử dụng một hộp đàn nặng hơn và tạo ra một giai điệu mạnh và rất đặc thù. Họ cũng chế tạo ra các harpsichord đầu tiên với hai bàn phím, chuyên dụng cho việc chuyển nhịp nhạc.
Các nhạc cụ chế tạo tại Bỉ đã trở thành mô hình sản xuất harpsichord trong thế kỷ 18 ở các quốc gia khác. Ở Pháp, bàn phím kép được sửa chữa để có thể điều khiển các nhóm nốt nhạc khác nhau, làm cho nhạc cụ này linh hoạt hơn. Harpsichord trong thời kỳ đỉnh cao của Pháp được các nhà sản xuất như Blanchet và Pascal Taskin chế tác là một trong các harpsichord được ưa chuộng nhất. Chúng thường được sử dụng như mô hình để xây dựng các nhạc cụ hiện đại. Ở Anh, các công ty Kirkman và Shudi sản xuất những harpsichord rất phức tạp và tinh vi, với khả năng tạo âm lượng lớn và rõ ràng. Các nhà sản xuất đàn tại Đức mở rộng khoảng âm thanh của các harpsichord bằng cách thêm các nhóm nốt mới; các nhạc cụ này được coi là các mô hình cho các loại đàn hiện đại.
Trong cuối thế kỷ 18 harpsichord được piano thay thế và gần như biến mất trong hầu hết thế kỷ 19: nó chỉ được sử dụng trong opera có các đoạn hát ngắn, nhưng piano cũng vẫn có thể thay thế harpsichord ngay trong các đoạn opera đó. Trong thế kỷ 20 việc phục hưng harpsichord bắt đầu với việc sản xuất nó với công nghệ dùng dây nặng và khung kim loại của piano. Bắt đầu từ giữa thế kỷ 20, ý tưởng sản xuất harpsichord đã thay đổi lớn khi các nghệ nhân như Frank Hubbard, William Dowd và Martin Skowroneck tìm cách thiết lập lại âm nhạc truyền thống của thời kỳ Baroque. Harpsichord hiện đại mô phỏng giai đoạn lịch sử này hiện đang thống trị thị trường.

## Nhạc cho harpsichord

### Các giai đoạn lịch sử
Số lượng lớn nhất các bản nhạc viết cho harpsichord được viết trong thời kỳ đầu tiên của nó, giai đoạn âm nhạc Phục Hưng và âm nhạc baroque.
Bản nhạc đầu tiên viết cho độc tấu harpsichord được xuất bản vào đầu thế kỷ 16. Các nhà soạn nhạc cho  harpsichord độc tấu rất đông đảo trong toàn bộ giai đoạn âm nhạc baroque tại các nước châu Âu bao gồm Ý, Đức, Anh và Pháp. Các bản độc tấu cho harpsichord bao gồm các bản suite vũ hội, nhạc fantasia, và phức điệu. Trong số các nhà soạn nhạc nổi tiếng nhất đã viết nhạc cho đàn harpsichord là những thành viên của trường học virginal nước Anh  vào cuối thời kỳ Phục hưng, đặc biệt là William Byrd (khoảng 1540-1623). Tại Pháp, một số lượng lớn các tác phẩm độc tấu rất đặc trưng được François Couperin (1668-1733) biên dịch thành bốn cuốn sách. Jean-Philippe Rameau (1683-1764) đã sáng tác giao hưởng Pièces de clavecin en concerts (1741) cho violin, viola da gamba và harpsichord. Đây là sự trùng hợp rất giống nhau trong ý tưởng dùng bộ ba nhạc cụ cổ điển để trình bày giao hưởng.
Domenico Scarlatti (1685-1757) bắt đầu sự nghiệp của mình ở Ý nhưng đã viết hầu hết các bản nhạc harpsichord độc tấu của mình ở Tây Ban Nha. Tác phẩm nổi tiếng nhất của ông là loạt 555 sonata cho harpsichord. Có lẽ nhà soạn nhạc nổi tiếng nhất đã viết nhạc cho đàn harpsichord là J.S.Bach (1685-1750) với các bản nhạc độc tấu (ví dụ, Well-Tempered Clavier và biến tấu Goldberg), tiếp tục được trình diễn rất rộng rãi và thường xuyên trên cây đàn piano. Bach cũng là người đi tiên phong trong việc sáng tác những concerto cho harpsichord cả trong các tác phẩm chuyên cho đàn này và trong phần viết riêng cho harpsichord của tác phẩm concerto Brandenburg số 5 của ông.
Hai trong số những nhà soạn nhạc nổi tiếng của thời kỳ âm nhạc cổ điển, Joseph Haydn (1732–1809) và Wolfgang Amadeus Mozart (1756–1791) đều đã viết nhạc cho harpsichord. Cả hai đều viết nhạc cho harpsichord trong giai đoạn đầu tiên của sự nghiệp và sau đó từ bỏ để chuyển qua viết nhạc cho piano.
Ngoài các bản nhạc độc tấu, đàn harpsichord còn được dùng rộng rãi để đánh bè đệm theo phong cách basso continuo. Tính năng này được duy trì trong các vở opera tới tận thế kỷ 19.

### Nhạc đương đại viết cho harpsichord
Trong thế kỷ 19, cây đàn piano gần như hoàn toàn thay thế harpsichord. Trong thế kỷ 20, các nhà soạn nhạc, trong quá trình tìm kiếm sự khác biệt, đã quay trở lại dùng nhạc cụ cổ này. Dưới ảnh hưởng của Arnold Dolmetsch, các nhạc công chơi harpsichord Violet Gordon-Woodhouse (1872-1951) và Wanda Landowska (1879-1959), đã là những người đi đầu trong phong trào phục hưng của harpsichord.
Các concerto viết cho harpsichord được hàng loạt các nhà soạn nhạc Francis Poulenc (the Concert champêtre, (1927–28), Manuel de Falla, Walter Leigh, Bertold Hummel, Henryk Mikołaj Górecki, Michael Nyman, Philip Glass, and Roberto Carnevale sáng tác. Bohuslav Martinů đã viết cả một bản concerto và một bản sonata cho nhạc cụ này, và Elliott Carter đã viết Double Concerto cho cả harpsichord, piano và hai giàn nhạc giao hưởng.
Trong lĩnh vực nhạc thính phòng, György Ligeti đã viết một số tác phẩm độc tấu cho harpsichord, (bao gồm Continuum), và tác phẩm của Henri Dutilleux Les Citations (1991) được viết cho đàn harpsichord, kèn oboe, contrabass và bộ gõ. Tác phẩm của Elliott Carter Sonata cho sáo, kèn oboe, cello và Harpsichord (1952) khám phá các âm sắc khác nhau của đàn harpsichord hiện đại.
Josef Tal đã viết Concerto cho harpsichord & nhạc điện tử (1964) and Nhạc thính phòng (1982) for s-recorder, marimba & harpsichord. Cả hai tác phẩm của Dmitri Shostakovich (Hamlet, 1964) và của Alfred Schnittke (Symphony No.8, 1994) đều sử dụng harpsichord như là một phần của dàn nhạc giao hưởng. John Cage và Lejaren Hiller viết HPSCHD (1969) cho harpsichord và âm thanh máy tính. John Zorn cũng đã sử dụng harpsichord trong các tác phẩm như Rituals (1998), Contes de Fées (1999), và La Machine de l'Etre (2000).
Trong phần Lời tựa của tuyển chọn các tác phẩm cho piano Mikrokosmos của mình, Béla Bartók giới thiệu 10 tác phẩm thích hợp cho đàn harpsichord.
Benjamin Britten viết trường đoạn cho harpsichord trong vở opera A Midsummer Night's Dream và vở cantata Phaedra của ông.
Nghệ sĩ chơi đàn harpsichord Hendrik Bouman đã tổng hợp các tác phẩm theo phong cách thế kỷ 17 và 18, bao gồm các tác phẩm cho harpsichord độc tấu, concerto cho harpsichord, và các tác phẩm khác liên quan đến harpsichord. Các nhà soạn nhạc đương đại như Grant Colburn, và Fernando De Luca chuyên viết các tác phẩm cho harpsichord theo phong cách cổ điển. Những nghệ sĩ nổi tiếng chơi harpsichord có Oscar Milani và Mario Raskin.

## Sách tham khảo
- Boalch, Donald H. (1995) Makers of the Harpsichord and Clavichord, 1440–1840, 3rd ed., với các thay đổi mới nhất của Andreas H. Roth và Charles Mould, Oxford University Press, ISBN 0-19-318429-X.  Đề mục chi tiết tất cả các nhạc cụ cổ điển, được viết trong các tác phẩm của Boalch trong những năm 1950s.
- Dearling, Robert (ed.) (1996) The ultimate encyclopedia of musical instruments, London: Carlton, ISBN 1-85868-185-5
- Hubbard, Frank (1967) Three Centuries of Harpsichord Making, 2nd ed., Harvard University Press, ISBN 0-674-88845-6.  Một bản thống kê đáng tin cậy của một nhà sản xuất nhạc cụ hàng đầu về quá trình sản xuất của những cây đàn harpsichord đầu tiên cũng như sự phát triển của cây đàn này ở những nước khác nhau.
- Kottick, Edward (1987)The Harpsichord Owner's Guide. Chapel Hill:  University of North Carolina Press.
- Kottick, Edward (2003) A History of the Harpsichord, Indiana University Press, ISBN 0-253-34166-3.  Một bản thống kê chi tiết của một học giả đương đại.
- The New Grove: Early Keyboard Instruments. Macmillan, 1989 ISBN 0-393-02554-3. (chi tiết của cuốn sách cũng được đưa lên Grove Music Online)
- O'Brien, Grant (1990) Ruckers, a harpsichord and virginal building tradition, Cambridge University Press,  ISBN 0-521-36565-1.  Chi tiết về các cải tiến đàn của gia đình Ruckers, người tạo ra phong cách Flemish của đàn hảrpsichord.
- Russell, Raymond (1973)The Harpsichord and Clavichord: an introductory study, 2nd ed., London:  Faber and Faber, ISBN 0-571-04795-5
- Skowroneck, Martin (2003) Cembalobau: Erfahrungen und Erkenntnisse aus der Werkstattpraxis = Harpsichord construction: a craftsman's workshop experience and insight, Fachbuchreihe Das Musikinstrument 83, Bergkirchen: Bochinsky, ISBN 3-932275-58-6.  Một công trình nghiên cứu (viết bằng tiếng Anh và tiếng Đức) của một nhà sản xuất hàng đầu trong quá trình hiện đại hóa harpsichord.
- Zuckermann, Wolfgang (1969) The Modern Harpsichord: twentieth century instruments and their makers, New York: October House, ISBN 0-8079-0165-2